# Pandavkhani
Pandavkhani (en népalais : पाण्डवखानी) est un comité de développement villageois du Népal situé dans le district de Baglung. Au recensement de 2011, il comptait 2 380 habitants.